# Flaujac-Poujols
Flaujac-Poujols (okzitanisch: Flaujac e Pojòls) ist eine französische Gemeinde im Département Lot in der Region Okzitanien (vor 2016: Midi-Pyrénées). Die 805 Einwohner (Stand: 1. Januar 2022) zählende Gemeinde gehört zum Arrondissement Cahors und zum Kanton Cahors-3.

## Geografie
Flaujac-Poujols liegt etwa sieben Kilometer südöstlich vom Stadtzentrum von Cahors am südwestlichen Rand des Zentralmassivs und dem westlichen Rand der Cevennen. Umgeben wird Flaujac-Poujols von den Nachbargemeinden Cahors im Norden und Westen, Arcambal im Norden und Nordosten, Aujols im Osten und Nordosten, Laburgade im Osten und Südosten, Cieurac im Süden sowie Le Montat im Südwesten.
Die Gemeinde liegt an der Via Podiensis, einer Variante des Jakobswegs.

## Bevölkerungsentwicklung
| 1962                       | 1968 | 1975 | 1982 | 1990 | 1999 | 2006 | 2018 |
| -------------------------- | ---- | ---- | ---- | ---- | ---- | ---- | ---- |
| 161                        | 161  | 260  | 448  | 561  | 584  | 661  | 776  |
| Quellen: Cassini und INSEE |      |      |      |      |      |      |      |

## Sehenswürdigkeiten
- Kirche Saint-Martin